# Check It Out
«Check It Out» es una canción interpretada por el cantante, rapero, compositor y productor estadounidense will.i.am y la es una canción interpretada por la rapera, compositora y cantante trinitense, Nicki Minaj de su álbum debut Pink Friday. Fue lanzado el 3 de septiembre de 2010 bajo el sello Interscope Records como segundo sencillo del álbum de la rapera.
La canción fue escrita por will.i.am, Minaj, Geoff Downes, Trevor Horn y Bruce Woolley mientras que fue producida únicamente por will.i.am. Debutó en los números 78 y 48 del Billboard Hot 100 y Canadian Hot 100 respectivamente. En el Reino Unido fue lanzada una remezcla especial el cual contaba también con la cantante británica Cheryl Cole. La canción cuenta con fragmentos del éxito de 1979 «Video Killed the Radio Star» del grupo The Buggles. «Check It Out» es una pista de géneros electropop/dance con influencias hip hop.

## Antecedentes y desarrollo
La canción contiene fragmentos de «Video Killed the Radio Star» de la banda The Buggles. Minaj declaró en una entrevista con Entertainment Weekly que estaba trabajando con el productor will.i.am en su último álbum pero no hizo alusión a si es una producción o una ayuda destacada, indicando; "Es algo de mi álbum por lo que estoy muy emocionada". Una combinación no oficial fue filtrada en Internet el 27 de agosto de 2010, dos semanas antes de su lanzamiento oficial.
En una entrevista con MTV News Nicki comentó sobre su colaboración con el productor will.i.am diciendo; "He trabajado con toneladas de los productores en mi álbum, un saludo a todos ellos. Will fue el único productor que me produjo. Él realmente se sentó allí y consiguió este extraño sonido, y yo estaba como, '¿qué?' era tan simple. Estaba sentado allí y él hizo ritmo en el lugar". Ella continuó diciendo que "estaba sentado allí como cinco minutos más tarde, terminó el ritmo!". La banda británica The Buggles se encuentra detrás de la canción original para la creación de «Check It Out», interpretaron la canción en sus actuaciones para el London Supperclub y The British Music Experience at the O2. El vocalista Trevor Horn comentó sobre su canción siendo muestrada por el dúo declarando: "Estamos muy contentos porque significa que hicimos dinero para él".

## Composición y recepción crítica.
«Check It Out» cuenta con la repetición casi constante del piano y golpes vocales del clásico de 1979 de The Buggles «Video Killed Radio Star» el cual es famoso por ser el primer vídeo reproducido en MTV. Matthew Wilkening de AOL Radio Blog afirma que la "incesante 'Oh-a Oh' es como un agujero en la cabeza, el dúo verbalmente lanza los pájaros en su camino en el club de baile más popular en la ciudad". Wilkening dio una crítica negativa a las líricas diciendo "Si buscas ideas profundamente líricas, caramba, estás en el partido equivocado". Becky Bain de Idolator dio a la canción una revisión positiva al afirmar "casi queremos llorar por su por su toma y muy amada creación de los años 80 (bien, la canción fue lanzada en 1979 pero el vídeo debutó en 1981) propiarse de una canción y convertirla en una hip hop de hoy en día, solo porque es llegar a ser tan común de una manera poco creativa, predecible para llamar la atención para su canción. Pero... Pero... Pero... no podemos odiarlo. Nos encanta esto. No tenemos ningún sabor. Es demasiado divertido, fácilmente podemos ver esto conseguir reproducción masiva en la radio". Entertainment Weekly posicionó el sencillo en la segunda posición de la lista "The Must List" indicado, "el hombre delantero de The Black Eyed Peas y la reinante femme fatale Reina del Hip-Hop hacen uso ingenioso de los coos famosos de los The Buggles para crear un irresistible arranque de partido".

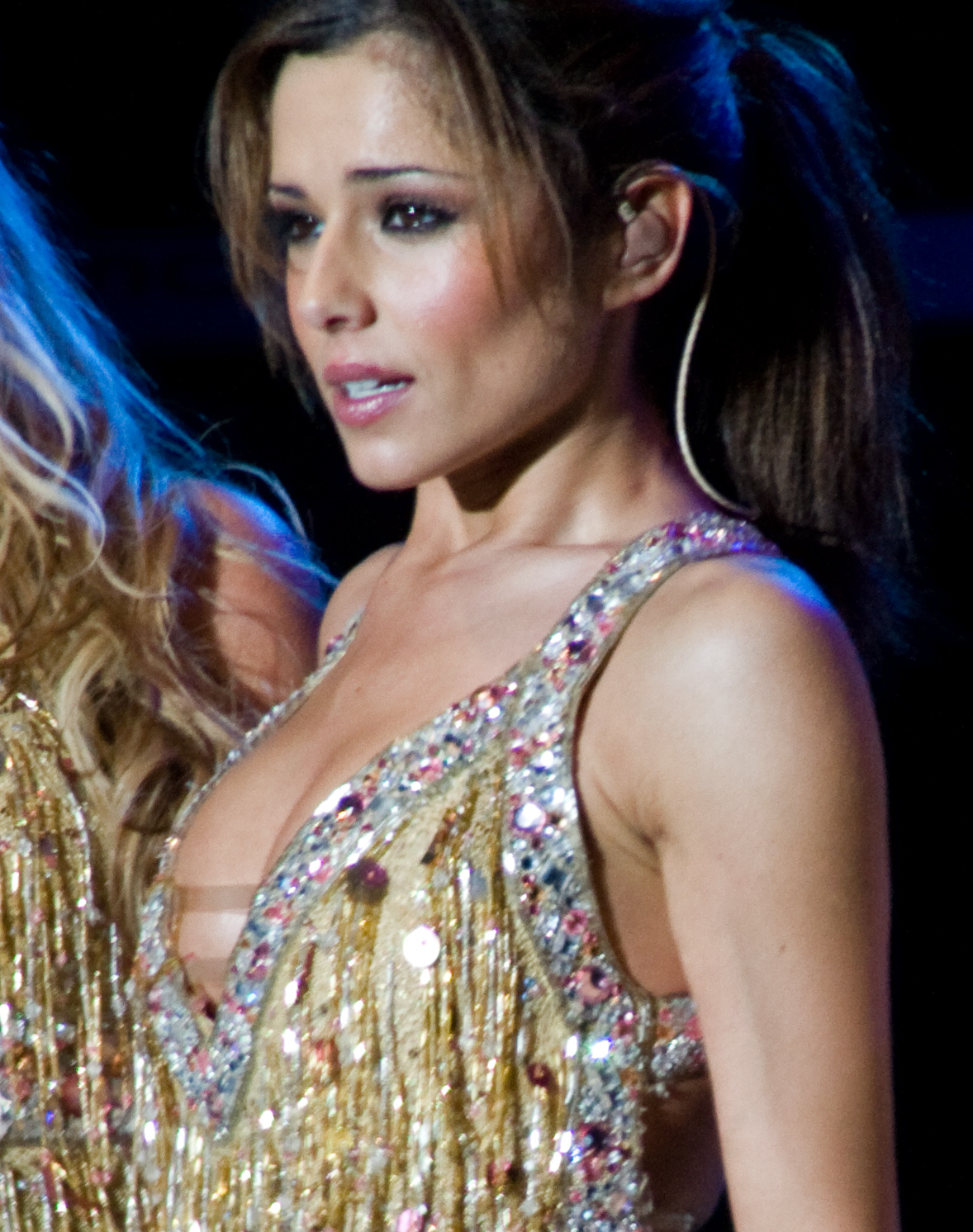
Cheryl participa del remix de «Check It Out» para Reino Unido.

Un remix especial cuenta con la colaboración de Cheryl Cole, pero ambas versiones fueron lanados en el Reino Unido para descarga digital el 31 de octubre de 2010 y el CD el 1 de noviembre de 2010. El vídeo musical de la remezcla especial de Reino Unido fue lanzado el 11 de noviembre de 2010 en su mayoría el mismo que el original con los clips añadidos que incluyen a Cole.

## Recepción comercial
«Check It Out» debutó en la posición 78 del Billboard Hot 100 con 94 mil copias vendidas en su primera semana, semanas después alcanzó la posición 24 como más alto puesto en el listado. Llegó a la quinta posición en Japón y la segunda en Bélgica. Llegó hasta la posición 11 en el UK Singles Chart. En el Reino Unido recibió certificación plata por la British Phonographic Industry (BPI) tras vender 200 000 en el país.

## Vídeo musical
El videoclip para el sencillo «Check It Out» fue grabado el fin de semana del 26 de septiembre en un estudio en Los Ángeles (California) y dirigido por Rich Lee. En una entrevista con MTV News will.i.am declaró "usted puede esperar ver un montón de flyness en cuanto a los trajes. Cuando digo flyness, estoy hablando trajes de Nicki. Ella está buscando volas requete y todo eso". El vídeo es un tribujo al anime japonés. Nicki también comentó en la sesión del vídeo y su tema, diciendo "estamos haciendo casi como una ola a la cultura". Un vídeo del detrás de escenas fue lanzado junto con la entrevista. Esto sin embargo en contraste a ambos la introducción hablada del vídeo y las palabras que saltan durante el vídeo se encuentran escritas en hangul, el alfabeto coreano y la introducción se habla en coreano. El vídeo musical para el sencillo fue lanzado el 25 de octubre de 2010. En el año 2015 el vídeo sobrepasó las 100 millones de reproducciones en la plataforma VEVO convirtiéndose en un nuevo VEVO Certified para el rapero Will.i.am.

### Sinopsis
El por qué del vídeo tener idioma coreano en lugar del japonés en su "homenaje al anime japonés" y su pretensión de ser un "obviamente gran fan" se hace cuestionable. La lengua coreana fue utilizada posiblemente porque tiene poco caracteres para escribir y tendría menos espacio en la pantalla. El vídeo empieza en un simple sonido. Un chico coreano introduce a una audiencia de mujeres semejantes vestidas de negro y con gafas deportivas de sol cuadrado. Como la canción comienza reproduciendo una grabadora Beatbox, Minaj —quien usa creativamente un sobrero en forma de pato, una peluca rubia y un traje de color crema— responde a la cámara con un rap diciendo ser "salvaje / los enemigos pueden matarte". Cuando llega el estribillo, will.i.am aparece vestido con dos chaquetas blancas. Usa una camisa de rayas y pantalón negro. Luego dos bailarines vestidos con ropa futurista y gafas comienzan ranurando repentinamente multiplicados en cinco clones más y todos realizando los mismos pasos de baile. La cámara cambia de escena con Nicki, y ahora es sólo will.i.am y dos clones de Nicki. Cuando el ritmo se ranteliza para la estrofa de la canción, Minaj utiliza un nuevo traje rosa y blanco con una peluca negra.

## Presentaciones en vivo
will.i.am y Minaj se presentaron juntos en el pre-show de los MTV Video Music Awards del 2010 donde el dúo interpretó «Check It Out» luego de que Minaj interpretara en solista su sencillo «Your Love». La revista Rap-Up dijo que la presentación tuvo un baile excéntrico y con un escape rosa, sin embargo Chris Ryan de MTV News quedó menos impresionado con el dúo que aparecen como los "supersónicos" en el escenario de la gala. Chris dijo "¿¡El WTF?!... Mira, nos gusta Nicki Minaj. Nosotros estuvimos en su falso-matrimonio si es que Drake no se había ya comprometido falsamente con ella. Y otra cosa que realmente, realmente amamos sobre Nicki Minaj son los salvajes y locos looks que ella utiliza. Pero dado su traslado en los últimos días, um, una única elección de traje al cual ella podría haber querido programar con will.i.am por algo un poco más ardiente, en cuanto a su etapa-fashionista en el escenario", más tarde pasó a decir que la actuación de Minaj había llegado más allá de las expectativas diciendo "Y por supuesto, dio mucho de Nicki. Harajuku Barbie realmente se quedó en casa, tienes que ver para creer".
Sin embargo will.i.am tuvo una crítica negativa en los medios por su elección de atuendo el cual consiste en "un traje todo cuero negro con maquillaje del mismo color para un juego". Sean Michaels de The Guardian dijo que "fue un aspecto más Max Headroom al Jolson, pero nunca subestimes la capacidad de internet de justa indignación", mientras que los aficionados compararon su maquillaje con el racista del siglo XIX entre otros comentarios que apuntaban su vestimenta a una preferencia "racial" generando una enorme polémica. Durante su entrevista para Hot 97, Minaj estuvo de acuerdo con la vestimenta de will.i.am indicando que "no se puede satisfacer a todos".
El dúo también apareció en The Late Show with David Letterman el 4 de octubre de 2010. la actuación recordó algunos elementos de su actuación en los VMAs, incluyendo dos bailarinas de respaldo y el entonces novio de Minaj, Safaree "S.B." Samuells en una parte haciendo algunos pasos de baile llevando una camiseta de Pink Friday. Ambos más adelante realizan la actuación del sencillo en el show Live with Regis & Kelly el 11 de octubre de 2010. Minaj utilizó una peluca rubia, vestido de alta costura y botines.

## Lista de canciones
- Descarga digital — Versión EUA/CAN

| N.º | Título         | Duración |  |
| 1.  | «Check It Out» | 4:11     |  |

- Descarga digital internacional

| N.º | Título                     | Duración |  |
| 1.  | «Check It Out (Radio Mix)» | 3:58     |  |

- Versión británica digital y en CD físico

| N.º | Título                                          | Duración |  |
| 1.  | «Check It Out»                                  | 4:11     |  |
| 2.  | «Check It Out (Mix especial)» (con Cheryl Cole) | 4:11     |  |

- «Check It Out»: The Remixes

| N.º | Título                               | Duración |  |
| 1.  | «Check It Out» (Benny Benassi Remix) | 5:55     |  |
| 2.  | «Check It Out» (Shameboy Remix)      | 5:11     |  |

## Posicionamiento en listas
| País              | Lista                        | Mejor posición |         |
| 2010–11           | 2010–11                      | 2010–11        | 2010–11 |
| ----------------- | ---------------------------- | -------------- | ------- |
| Australia         | ARIA Singles Chart           | 21             |         |
| Australia         | ARIA Urban Singles Chart     | 7              |         |
| Bélgica (Valonia) | Ultratip Wallonia            | 2              |         |
| Bélgica (Flandes) | Ultratop Flanders            | 8              |         |
| Canadá            | Canadian Hot 100             | 14             |         |
| Canadá            | Canadian Digital Songs       | 10             |         |
| Dinamarca         | IFPI Dance Singles Chart     | 40             |         |
| Europa            | European Hot 100             | 9              |         |
| Estados Unidos    | Billboard Hot 100            | 24             |         |
| Estados Unidos    | Hot R&B/Hip-Hop Songs        | 25             |         |
| Estados Unidos    | Dance Club Songs             | 48             |         |
| Estados Unidos    | Pop Songs                    | 21             |         |
| Escocia           | Scottish Singles Chart       | 12             |         |
| Eslovaquia        | Radio Top 100                | 26             |         |
| Irlanda           | Irish Singles Chart          | 14             |         |
| Japón             | Japan Hot 100                | 5              |         |
| Japón             | Billboard Japan Hot Overseas | 1              |         |
| Países Bajos      | Dutch Top 40                 | 27             |         |
| República Checa   | Radio Top 100                | 52             |         |
| Reino Unido       | UK Singles Chart             | 11             |         |

| País           | Lista             | Posición |
| 2010           | 2010              | 2010     |
| -------------- | ----------------- | -------- |
| Estados Unidos | Billboard Hot 100 | 94       |
| Reino Unido    | UK Singles Chart  | 23       |

### Sucesión en listas
| Predecesor: «Born This Way» de Lady Gaga | Billboard Japan Hot Overseas — Canción número uno 7 de marzo de 2011 — 14 de marzo de 2011 | Sucesor: «What the Hell» de Avril Lavigne |

## Ventas y certificaciones
| País                                                       | Organismo certificador | Certificación | Ventas  | Ref.   |
| ---------------------------------------------------------- | ---------------------- | ------------- | ------- | ------ |
| Reino Unido                                                | BPI                    | Plata         | 200 000 | [ 37 ] |
| (*) significa que la certificación puede incluir streaming |                        |               |         |        |

## Premios y nominaciones
| Año  | Premiación                   | Categoría                   | Resultado |
| ---- | ---------------------------- | --------------------------- | --------- |
| 2011 | BMI London Awards            | Canción ganadora del premio | Ganador   |
| 2011 | MTV Video Music Awards Japón | Mejor colaboración          | Nominado  |

## Créditos y personal
| - Onika Maraj – Intérprete, compositor (a) - Chris Bellman – Materialización de audio - Dylan "3D" Dresdown – Mezclador - William Adams – Intérprete, compositor, grabador, productor, sintetizador - Padriac Kerin – Grabador - DJ Ammo – Sintetizador | - Ariel Chobaz – Grabador - Bruce Woolley – Compositor - Geoff Downes – Compositor - Trevor Horn – Compositor - Cheryl Cole – Intérprete (en versión remezclada) |

## Historial de lanzamiento
| País           | Fecha                    | Formato (s)                      |
| -------------- | ------------------------ | -------------------------------- |
| Canadá         | 3 de septiembre de 2010  | descarga digital                 |
| Canadá         | 8 de septiembre de 2010  | descarga digital, Main radio mix |
| Canadá         | 22 de noviembre de 2010  | descarga digital, The Remixes    |
| Estados Unidos | 3 de septiembre de 2010  | descarga digital                 |
| Estados Unidos | 8 de septiembre de 2010  | descarga digital, Main radio mix |
| Estados Unidos | 14 de septiembre de 2010 | Mainstream airplay               |
| Estados Unidos | 19 de octubre de 2010    | Urban airplay                    |
| Estados Unidos | 22 de noviembre de 2010  | descarga digital, The Remixes    |
| Australia      | 10 de septiembre de 2010 | descarga digital, Radio mix      |
| Alemania       | 10 de septiembre de 2010 | descarga digital, Radio mix      |
| Reino Unido    | 31 de octubre de 2010    | descarga digital                 |
| Reino Unido    | 1 de noviembre de 2010   | sencillo en CD                   |